# Pierre Gaviniès
Pierre Gaviniès, (Bordeus (Nova Aquitània), 11 de maig, 1728 - París, 8 de setembre, 1800), va ser un violinista i compositor francès), és l'un dels representants més eminents de l'éscole francesa de violí al segle XVIII.

## Biografia
Fill del luthier François Gaviniès (nascut a Montmahoux el 1688 o 1689) i de Marie Laporte, ja es va fer un nom als tretze anys al costat de Joseph-Barnabé Saint-Sevin, conegut com a L'Abbé le Fils (1727-1803), en un duet amb Jean-Marie Leclair al Concert Spirituel. Era el virtuós més sol·licitat de París, però rebutjà l'oferta d'un lloc a la Capella Reial. De jove, va tenir una aventura moral amb una noble dama de la cort, que li va valer una condemna d'un any de presó. Durant la dècada del 1760, va aconseguir un èxit sense precedents a través de les seves composicions, els seus concerts i com a professor de violí.
Va tenir una llarga i fructífera col·laboració amb el Concert Spirituel, del qual va ser primer violí des del 1744 i del qual va ser director del 1773 al 1777 amb François-Joseph Gossec i Simon Le Duc. Durant aquest període, va portar la simfonia concertant al seu punt àlgid. Giovanni Viotti -amb un gran reconeixement- veu en ell el francès Giuseppe Tartini.
Va publicar les seves sonates, seguint l'antiga tradició, només que amb el baix xifrat. Les seves composicions representen la transició estilística del barroc tardà al clàssic.
En els anys posteriors a la Revolució, a partir de 1795, va ser nomenat el 22 de novembre de 1795, juntament amb Pierre Rode, Pierre Baillot i Rodolphe Kreutzer, professor de violí al conservatori recentment creat.

## Obres
- Opus 1 - 6 Sonates per a violí 1760
- L'anomenat interludi, comèdia italiana en 3 actes (estrena a París, 6 de novembre de 1760)
- Recull d'àries en 3 parts per a dos violins, viola i baix continu 1763
- Opus 3 - 6 Sonates per a violí 1764
- Opus 4 - 6 Sonates per a violí 1764
- 2 “Suites sobre Nadales” 1764
- 3 sonates per a violí sol (incloent Le Tombeau de Gaviniès) 1770
- Opus 5 - 6 Sonates per a violí 1774
- La seva obra més coneguda avui dia és la col·lecció de «Vint-i-quatre matinées», estudis capritxosos per a violí 1794